# Aechmea emmerichiae
Aechmea emmerichiae é uma espécie do gênero biológico Aechmea. Esta espécie é endêmica do Parque Nacional da Chapada Diamantina no Nordeste Brasileiro.